# Jenny Beavan
Jenny Beavan, OBE (* 1950 in London, England) ist eine britische Kostümbildnerin und mehrfache Oscar-Preisträgerin.

## Leben

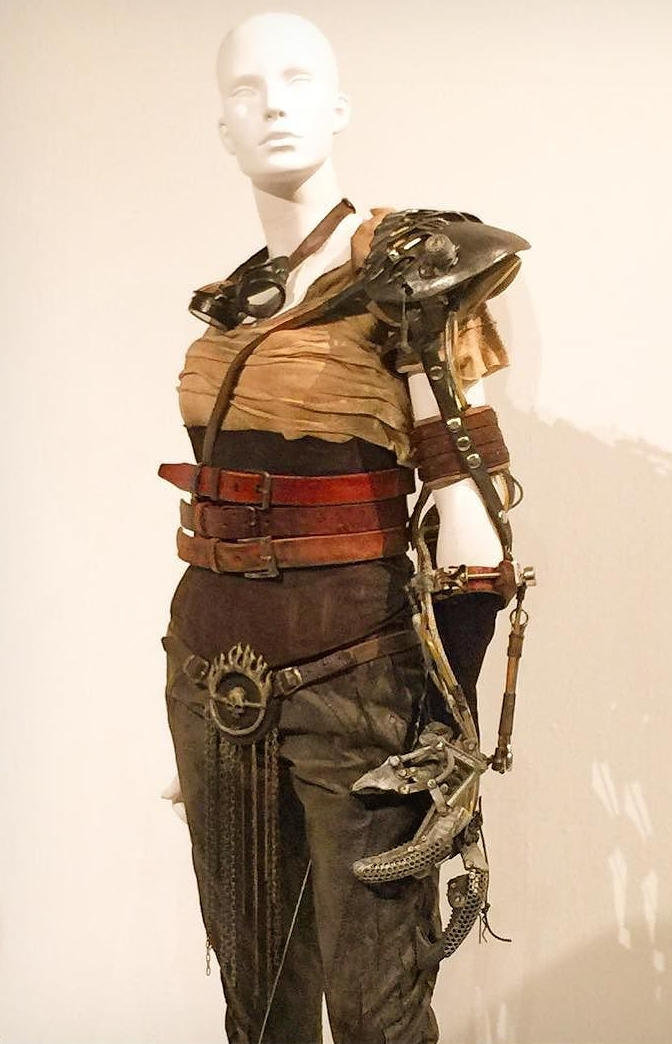
Kostüm von Charlize Theron im Film Mad Max: Fury Road (2015)

Beavan begann ihre Filmkarriere 1978 als Kostümbildnerin für James Ivorys in Indien gedrehten Fernsehfilm Der große Trubel um Georgies und Bonnies Bilder. Ivory verpflichtete sie daraufhin für seine weiteren Filme Die Europäer, Jane Austen in Manhattan und Die Damen aus Boston. Für letzteren erhielt Beavan Nominierungen für den BAFTA Award und den Oscar. Für ihren nächsten gemeinsamen Spielfilm, Zimmer mit Aussicht, wurde sie 1987 mit dem Oscar ausgezeichnet; weitere Oscar-Nominierungen erhielt sie für die gemeinsamen Filme Maurice, Wiedersehen in Howards End und Was vom Tage übrig blieb. Jefferson in Paris war 1995 ihr bislang letzter gemeinsamer Film.
Weitere Oscar-Nominierungen erhielt sie für Ang Lees Literaturverfilmung Sinn und Sinnlichkeit, Anna und der König, Robert Altmans Gosford Park und den britischen Historienfilm The King’s Speech. 2016 erhielt sie ihren zweiten Oscar für ihre Arbeit an Mad Max: Fury Road. Zu ihren weiteren Auszeichnungen gehören neben zahlreichen Nominierungen jeweils ein Emmy, ein Saturn Award und zwei BAFTA Awards. 2017 wurde sie zum Officer des Order of the British Empire ernannt.

## Filmografie (Auswahl)
- 1978: Der große Trubel um Georgies und Bonnies Bilder (Hullabaloo Over Georgie and Bonnie's Pictures)
- 1984: Die Damen aus Boston (The Bostonians)
- 1985: Zimmer mit Aussicht (A Room with a View)
- 1987: Maurice
- 1988: Ein schicksalhafter Sommer (A Summer Story)
- 1988: Die Täuscher (The Deceivers)
- 1990: Land der schwarzen Sonne (Mountains of the Moon)
- 1991: Verliebt in Chopin (Impromptu)
- 1992: Wiedersehen in Howards End (Howards End)
- 1993: Was vom Tage übrig blieb (The Remains of the Day)
- 1994: Black Beauty
- 1991: Jefferson in Paris
- 1995: Sinn und Sinnlichkeit (Sense and Sensibility)
- 1996: Jane Eyre
- 1996: Emma (TV-Film)
- 1998: Auf immer und ewig (Ever After: A Cinderella Story)
- 1999: Anna und der König (Anna and the King)
- 1999: Tee mit Mussolini (Tea with Mussolini)
- 2001: Gosford Park
- 2002: Besessen (Possession)
- 2002: Churchill – The Gathering Storm (The Gathering Storm)
- 2003: Timeline
- 2004: Alexander
- 2005: Casanova
- 2006: The Black Dahlia
- 2006: Amazing Grace
- 2007–2009: Cranford
- 2008: Defiance – Für meine Brüder, die niemals aufgaben (Defiance)
- 2009: Sherlock Holmes
- 2010: The King’s Speech
- 2012: Gambit – Der Masterplan (Gambit)
- 2015. Kind 44 (Child 44)
- 2015: Mad Max: Fury Road
- 2016: A United Kingdom
- 2016: A Cure for Wellness
- 2017: Life
- 2018: Ein Mops zum Verlieben (Patrick)
- 2018: Christopher Robin
- 2018: Der Nussknacker und die vier Reiche (The Nutcracker and the Four Realms)
- 2019: Mrs Lowry & Son
- 2020: Die fantastische Reise des Dr. Dolittle (Dolittle)
- 2021: Cruella
- 2022: Mrs. Harris und ein Kleid von Dior (Mrs. Harris Goes to Paris)

## Auszeichnungen (Auswahl)
| - 1985: BAFTA-Nominierung, Beste Kostüme, für Die Damen aus Boston - 1985: Oscar-Nominierung für Die Damen aus Boston - 1986: Emmy-Nominierung für Lord Mountbatten: The Last Viceroy - 1987: BAFTA Award für Zimmer mit Aussicht - 1987: Oscar für Zimmer mit Aussicht - 1988: Oscar-Nominierung für Maurice - 1993: BAFTA-Nominierung für Wiedersehen in Howards End - 1993: Oscar-Nominierung für Wiedersehen in Howards End - 1994: Oscar-Nominierung für Was vom Tage übrig blieb - 1996: BAFTA-Nominierung für Sinn und Sinnlichkeit - 1996: Oscar-Nominierung für Sinn und Sinnlichkeit - 1997: Emmy-Nominierung für Emma - 1999: Golden-Satellite-Award-Nominierung für Auf immer und ewig - 1999: Saturn Award für Auf immer und ewig - 2000: BAFTA-Nominierung für Tee mit Mussolini - 2000: Golden-Satellite-Award-Nominierung für Anna und der König - 2000: Oscar-Nominierung für Anna und der König - 2002: BAFTA Award für Gosford Park | - 2002: Emmy-Nominierung für The Gathering Storm - 2002: Oscar-Nominierung für Gosford Park - 2003: BAFTA-TV-Award-Nominierung für The Gathering Storm - 2006: Satellite-Award-Nominierung für The Black Dahlia - 2007: Satellite-Award-Nominierung für Amazing Grace - 2008: BAFTA-TV-Award-Nominierung für Cranford - 2008: Emmy-Nominierung für Cranford - 2010: Emmy für Cranford - 2010: Satellite-Award-Nominierung für The King’s Speech - 2010: Saturn-Award-Nominierung für Sherlock Holmes - 2011: BAFTA-Nominierung für The King’s Speech - 2011: Oscar-Nominierung für The King’s Speech - 2016: Oscar für Mad Max: Fury Road - 2016: BAFTA Award für Mad Max: Fury Road - 2022: Oscar für Cruella - 2022: BAFTA-Nominierung für Cruella - 2022: BIFA-Nominierung für Mrs. Harris und ein Kleid von Dior - 2023: Oscar-Nominierung für Mrs. Harris und ein Kleid von Dior - 2023: BAFTA-Nominierung für Mrs. Harris und ein Kleid von Dior |